# Annick Meijers
Annick Meijers (Zevenhuizen, 23 maart 2000) is een Nederlands volleybalspeelster. Meijers kwam in Nederland uit voor Talentteam Papendal. In het buitenland volleybalde ze voor Chieri '76 Volley, VfB 91 Suhl, VC Wiesbaden en Dresdner SC. Sinds 2024 komt ze uit voor VC Oudegem.

## Carrière
Meijers begon met volleyballen bij de lokale volleybalclub VC Nesselande in haar geboorteplaats Zevenhuizen. In het seizoen 2017/18 maakte ze voor Talentteam Papendal haar debuut in de Nederlandse Eredivisie. Meijers speelde twee jaar voor het talententeam voordat ze haar geluk in het buitenland ging beproeven. Ze verkaste naar het Italiaanse Chieri '76 Volley, waarvoor ze twee jaar uitkwam in de Serie A. In het seizoen 2021/22 stapte Meijers over naar het Duitse VfB 91 Suhl. In de Bundesliga kwam Meijers ook uit voor VC Wiesbaden en Dresdner SC. Na haar dienstverband in Dresden nam Meijers een jaar afstand van het volleybal. In het seizoen 2024/25 zal Meijers uit gaan komen voor het Belgische VC Oudegem.
In 2017 zou Meijers met het Nederlandse jeugdvolleybalteam deelnemen aan het EYOF in Győr, Hongarije, maar een virus binnen de selectie zette een streep door deelname aan het eindtoernooi. Meijers maakte in 2018 haar debuut in de Nederlandse volleybalploeg.